# Teresów (Kozubów)
Teresów – przysiółek wsi Kozubów w Polsce, położony w województwie świętokrzyskim, w powiecie pińczowskim, w gminie Pińczów.
W latach 1975–1998 przysiółek administracyjnie należał do województwa kieleckiego.